# Марганецький коледж Національного технічного університету «Дніпровська політехніка»
Марганецький коледж Національного технічного університету «Дніпровська політехніка» — вищий навчальний заклад І рівня акредитації з технічної освіти у місті Марганець Дніпропетровської області.
Адреса: вулиця Лермонтова, 8, Марганець, Дніпропетровська область, 53400
Коледж здійснює підготовку молодших спеціалістів за галуззю знань:
- 184 «Гірництво» (спеціалізації «Підземна розробка корисних копалин» й «Експлуатація та ремонт гірничого електромеханічного обладнання та автоматичних пристроїв»),
- 274 «Автомобільний транспорт» (спеціалізація «Обслуговування та ремонт гірничого електромеханічного обладнання та автоматичних пристроїв»),
- 275 «Транспортні технології» (спеціалізація «Організація перевезень і управління на автотранспорті»).

Ліцензійний обсяг складає 180 осіб на денній формі навчання. Коледж здійснює також загальноосвітню підготовку студентів на базі 9-класів. Майже 60 % випускників продовжує свою освіту в Національному технічному університеті «Дніпровська політехніка».
Навчання проводяться у навчальному та лабораторному корпусах загальною площею 10138,3 м². Навчальна площа коледжу — 7124,2 м², що складається з навчально-виробничої майстерні, 47 навчальних аудиторій, 11 спеціалізованих лабораторій, гірничого полігону, павільйону гірничих машин. У коледжі функціонують 2 комп'ютерні класи, що підключені до мережі Internet.
На території коледжу функціонують стадіон, тренажерний зал, кабінет фітнесу, працюють спортивні секції за інтересами. На базі спортивного комплексу коледжу студенти мають можливість брати участь у спортивних змаганнях з різних видів спорту.
З Акціонерним товариством «Марганецький гірничо-збагачувальний комбінат» кожного року укладається договір на проходження практик студентами коледжу.

## Історія
Марганецький гірничий технікум відкрито на базі тресту «Нікополь — Марганець» 3 лютого 1955 року відповідно до Постанови Ради Міністрів СРСР № 661 та Наказом Міністерства чорної металургії УРСР № 32 від 26.02.1955 за адресою Радянська вулиця, 41. Технікум був покликаний розв'язати проблему кваліфікованих кадрів в гірничо-металургійній галузі.
Було створено відділення «Підземної розробки корисних копалин».
Марганецький гірничий технікум 3 рази було занесено до Почесної книги Дніпропетровської області, 5 разів поспіль коледж виборював перехідний Червоний Прапор, що залишився в коледжі на довічне зберігання; неодноразово займав перші місця серед технікумів Міністерства чорної металургії УРСР; нагороджений золотою медаллю за кращу організацію фізичного виховання серед технікумів України.
Марганецький гірничий технікум реорганізовано в Марганецький коледж Національної гірничої академії України згідно з наказом Міністерства освіти і науки України від 20.06.1997 року № 218.
У 2000 році відкриваються нові спеціальності: «Економіка підприємства», «Облік та аудит» та «Організація перевезень та управління на автомобільному транспорті».
18 лютого 2002 року Розпорядженням Кабінету Міністрів України № 86 та Наказом Міністерства освіти і науки України № 195 від 15.03.2002 Марганецький коледж Національного гірничої академії України перейменовано на Марганецький коледж Національного гірничого університету України.
Згідно з наказом Міністерства освіти і науки України від 11.08.2010 року за № 811, та наказів Державного ВНЗ «НГУ» від 12.11.2010 року № 373, та від 07.12.2010 року № 400 Марганецький коледж Національного гірничого університету реорганізовано в Марганецький коледж Державного вищого навчального закладу «Національний гірничий університет».
Згідно з наказом Міністерства освіти і науки України від 20.12.2017 року № 1636 та Наказу Національного технічного університету «Дніпровська політехніка» від 24.04.2018 року № 515-л Марганецький коледж Державного вищого навчального закладу «Національний гірничий університет» перейменовано у Марганецький коледж Національного технічного університету «Дніпровська політехніка».
За час існування коледжу підготовлено для гірничої промисловості, економічної та транспортної галузі 14868 спеціалістів, з яких 866 отримали дипломи з відзнакою.

## Директори ВНЗ
- 1955—1964 роки — Василь Григорович Курбатов — фахівець з розробки корисних копалин
- 1964—1970 роки- Парфененко Леонід Семенович — педагог–новатор; автор підручника «Рудничний транспорт»
- 1970-?- роки — Білозьоров Адольф Володимирович — автор підручнику «Рудниковий транспорт»; здійснив будівництво нового навчального корпусу, гуртожитку, гаражів, тиру та інших будівель
- ? рік — дотепер — Іванова Валентина Іванівни